# Ludwig-Knoop-Statue

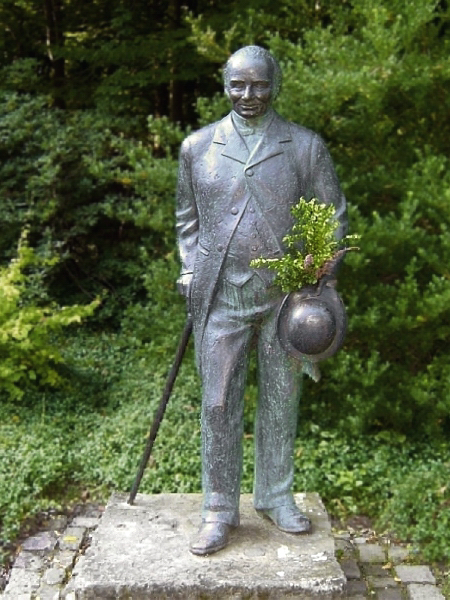
Ludwig-Knoop-Statue

Die Ludwig-Knoop-Statue, teils auch (Skulptur) Baron Ludwig Knoop oder kurz Baron Knoop genannt, ist eine bronzene Statue in Bremen-Burglesum in Knoops Park, die 1995 zu Ehren des Bremer Großkaufmanns Ludwig Knoop (1821–1894) und anlässlich seines vorjährigen 100. Todestags aufgestellt wurde. Sie wird in der Liste der Denkmale und Standbilder der Stadt Bremen geführt.

## Ludwig Knoop
Ludwig Knoop war ein Bremer Großkaufmann der Textilverarbeitung, der in Manchester wirkte und in Russland sowie Estland zu einem der erfolgreichsten Unternehmer wurde. Alexander II. verlieh ihm den Adelstitel eines Barons. 1859 kaufte er das in der Bremer Schweiz in St. Magnus gelegene Landgut Mühlenthal und erweiterte das Gebäude. 1871 bezog er den von Gustav Runge geplanten Neubau von Schloss Mühlenthal und Wilhelm Benque legte einen englischen Landschaftspark an. 1881 gründete Knoop in Bremen eine Reederei für die Handelsschifffahrten nach Westsibirien. Er war auch Aufsichtsratsmitglied des Norddeutschen Lloyds.

## Knoops Park
Nach Ludwig Knoops Tod im Jahre 1894 ging das Schloss Mühlenthal mitsamt seinen Ländereien an den ältesten Sohn Johann über. Infolge des Ersten Weltkriegs und der Russischen Revolution verlor die Familie ihre gesamten Besitzungen in England und Russland, nur die Baumwollspinnerei auf der estnischen Insel Kränholm blieb ihr zunächst erhalten. Das längere Zeit ungenutzte Schloss Mühlenthal verfiel und wurde 1933 abgebrochen.
1936 ging das Landgut Mühlenthal in den Besitz der Gemeinde Lesum über und der Park konnte erhalten werden. 1939 entstand dort nach Plänen des Gartenarchitekten Christian Roselius unter der Leitung von Gartendirektor Richard Homann eine öffentliche Parkanlage, die den Namen Knoops Park erhielt. Damit wurde seinem berühmten Begründer erstmals ein Denkmal gesetzt.

## Das Denkmal
Das Denkmal wurde auf Initiative des Fördervereins Knoops Park e. V., Bremen, errichtet und vom Bremer Bildhauer Claus Homfeld (1933–2019) geschaffen. Die realistisch gestaltete Statue aus Bronze zeigt Baron Ludwig Knoop als „freundlichen älteren Herrn“ in der Haltung eines Spaziergängers, im Paletot und mit Spazierstock, den abgenommenen melonenartigen Hut in der Hand. Sie wurde inmitten seines früheren Landguts in St. Magnus, in dem nach ihm benannten Park und in der Nähe seines früheren Schlosses Mühlenthal aufgestellt. Die Statue ist lebensgroß und steht auf einem niedrigen Natursteinsockel. Sie wurde von der Waldemar-Koch-Stiftung finanziert und am 28. Oktober 1995 eingeweiht.
Von Homfeld stammen in Bremen noch u. a. die Ottjen-Alldag-Plastik (1964) im Schnoor, der Homfeldbrunnen (1991) in Grohn, das Magdalene-Pauli-Denkmal (2001) in St. Magnus, die Melkerin in Borgfeld und die Arster Marktfrauen in Arsten.